# Comté d'Edgecombe
Pour les articles homonymes, voir Edgecombe.
Le comté d'Edgecombe est un comté situé dans l'État de Caroline du Nord aux États-Unis.

## Histoire
Le comté s'est constitué en 1741 à partir du comté de Bertie. Il a été nommé en l'honneur de Richard Edgcumbe, qui fut député de 1701 à 1742. 
En 1746, une partie du comté devint le comté de Granville, puis en 1758, une autre donna le comté de Halifax puis en 1777 encore une devint le comté de Wilson.
Le comté d'Edgecombe était traditionnellement le lieu de vie des Tuscaroras dont quelques descendants vivent encore sur place.

## Communautés

### City
- Rocky Mount

### Towns
- Conetoe
- Leggett
- Macclesfield
- Pinetops
- Princeville
- Sharpsburg
- Speed
- Tarboro (siège)
- Whitakers

### Zones non incorporées
- Crisp
- Mercer

## Démographie
| 1790   | 1800   | 1810   | 1820   | 1830   | 1840   |
| ------ | ------ | ------ | ------ | ------ | ------ |
| 10 265 | 10 421 | 12 423 | 13 276 | 14 935 | 15 708 |

| 1850   | 1860   | 1870   | 1880   | 1890   | 1900   |
| ------ | ------ | ------ | ------ | ------ | ------ |
| 17 189 | 17 376 | 22 970 | 26 181 | 24 113 | 26 591 |

| 1910   | 1920   | 1930   | 1940   | 1950   | 1960   |
| ------ | ------ | ------ | ------ | ------ | ------ |
| 32 010 | 37 995 | 47 894 | 49 162 | 51 634 | 54 226 |

| 1970   | 1980   | 1990   | 2000   | 2010   | - |
| ------ | ------ | ------ | ------ | ------ | - |
| 52 341 | 55 988 | 56 558 | 55 606 | 56 552 | - |